# جو كونلي (مغني)
جو كونلي (بالإنجليزية: Joe Connelly)‏ هو مغني أمريكي، ولد في 1965.